# CAZ (televisiezender)
CAZ was een Belgische commerciële televisiezender die begon met uitzenden vanaf 1 oktober 2016 en te ontvangen was via alle Vlaamse digitale televisiedistributeurs. De zender kwam op de plaats waar eerst Acht te zien was.
Op 20 juni 2016 werd bekendgemaakt dat het voormalige Medialaan, het huidige DPG Media, de zender Acht en zusterzender Lacht op 1 juli 2016 zou overnemen. De doelgroep zou specifiek mannen worden.
Op 1 oktober 2016 werd de naam Acht gewijzigd naar CAZ. CAZ brengt onder meer elke dag een film en verschillende Amerikaanse series. Zusterzender Lacht werd in dezelfde periode opgedoekt door Medialaan.
Op 2 maart 2020 kreeg CAZ een tweede zender erbij, onder de naam CAZ 2. Deze zender kwam in de plaats van VTM Kids Jr., die werd samengesmolten met VTM Kids.
Op 10 augustus 2020 maakte DPG Media bekend dat Q2, Vitaya en CAZ op 31 augustus 2020 vervangen worden door respectievelijk VTM 2, VTM 3 en VTM 4. CAZ 2 werd in 2021 vervangen door VTM GOLD.

## Programma's
- 'Allo 'Allo
- American Horror Story
- The A-Team
- Banshee
- Bates Motel
- Blackadder
- Bordertown
- Brooklyn Nine-Nine
- Code 37
- Columbo
- Crimi Clowns
- Dexter
- Diamant
- Doctor Who
- De Familie Backeljau
- Fawlty Towers
- Flodder
- Game of Thrones
- Grounded for Life
- Homeland
- Las Vegas
- The Last Kingdom
- Magnum, P.I.
- Married... with Children
- Mr. Robot
- Nitro Circus Live
- Nurse Jackie
- The Office
- Quantico
- Relic Hunter
- Son of Zorn
- Team Spirit
- Top Gear
- Tut
- Vikings
- Xena: Warrior Princess
- The Young Ones
- Zorro

## Tijdlijn
Geschiedenis van de Vlaamse televisie